# Lammalsgrunden
Lammalsgrunden är en ö i Finland. Den ligger i Skärgårdshavet och i kommunen Kimitoön i den ekonomiska regionen  Åboland i landskapet Egentliga Finland, i den sydvästra delen av landet. Ön ligger omkring 66 kilometer söder om Åbo och omkring 130 kilometer väster om Helsingfors.
Öns area är 2 hektar och dess största längd är 310 meter i öst-västlig riktning. Ön höjer sig omkring 5 meter över havsytan.